# مطار غار الجبيلات
مطار غار الجبيلات (بالإنجليزية: Gara Djebilet Airport) هو مطار يقع في الجزائر.